# Golfo di Panama
Il golfo di Panama è un'insenatura nell'oceano Pacifico, situato lungo la costa meridionale di Panama. Ha una larghezza massima di 250 km e una profondità massima di 220 m.
Il litorale è frastagliato ed articolati in tante piccole insenature minori (baia di Panama, golfo di Parita, golfo di San Miguel) ed è fronteggiato da alcune isole (Arcipelago di Las Perlas, isola di San José, isola del Rey, ecc.).
Alcuni porti importanti si affacciano al golfo: Panama, La Palma, Chitrè.